# Karai Senryū
Karai Senryū (柄井 川柳?), pseudonimo di Karai Hachiemon (柄井 八右衛門?; Edo, 1718 – 30 ottobre 1790), è stato un poeta giapponese.
Considerato un abile tenja (giudice) di manku awase (una competizione di versi), nel 1765 uno dei suoi discepoli pubblicò la raccolta di poesie Haifū yanagidaru. Dal suo nome deriva il genere senryū.